# Caccuri

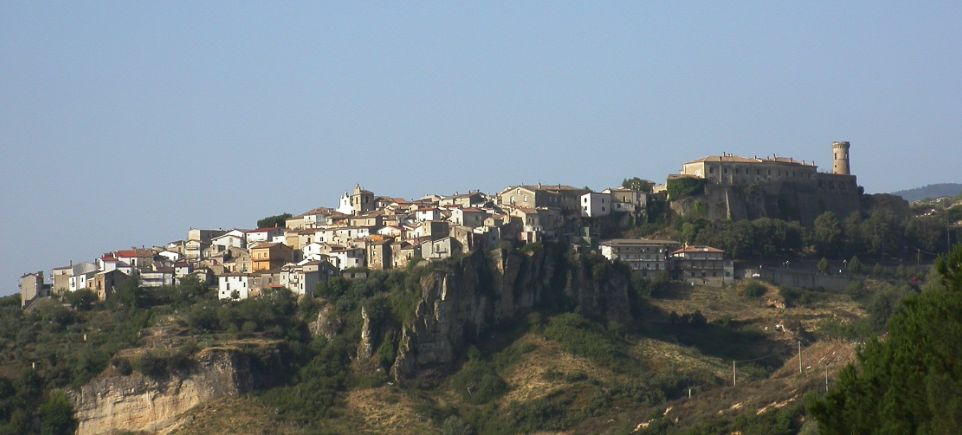
Panorama

Caccuri ist eine italienische Gemeinde und Stadt in der Provinz Crotone in Kalabrien mit 1537 Einwohnern (Stand 31. Dezember 2023).

## Lage und Daten
Caccuri liegt 55 km nordwestlich von Crotone auf Ausläufern des Sila Gebirges. Die Nachbargemeinden sind Castelsilano, Cerenzia, Cotronei, Roccabernarda, San Giovanni in Fiore (CS), Santa Severina.

## Geschichte
Das Castello di Caccuri wurde im 6. Jahrhundert begonnen. Der Ort entwickelte sich um die Burg herum.

## Sehenswürdigkeiten

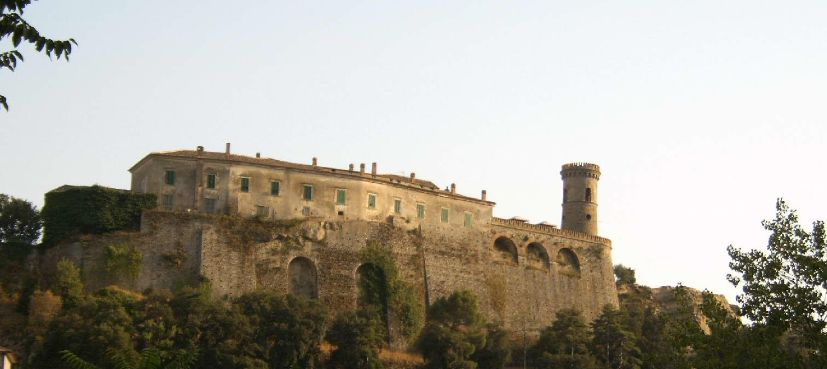
Die Burg

Das Castello di Caccuri überragt den Ort, die Burg ist im 6. Jahrhundert von den Byzantinern erbaut und im 8. Jahrhundert erneuert worden. Das heutige Aussehen erhielt die Burg nach einer Schlacht 1651 und nach einer Renovierung im Jahre 1885. Auffällig an der Burg ist der Torre Mastrigli, er beinhaltet einen Wassertank der durch ein Aquädukt gespeist wird. Im Inneren sind Räume der Polissena Ruffo (Ehefrau von Francesco Sforza Herzog von Mailand) zu besichtigen.
In der Altstadt ist noch ein Teil der Gebäude aus dem Mittelalter erhalten. Hier steht auch das Heiligtum von San Rocco aus dem Jahr 1908, es wurde während einer Epidemie zu Ehren der Schutzheiligen erbaut.
Die Kirche Santa Maria delle Grazie stammt aus dem 14. Jahrhundert. Die Fresken aus dieser Zeit sind zerstört. Ansonsten ist die Kirche im Stil der Renaissance erbaut.

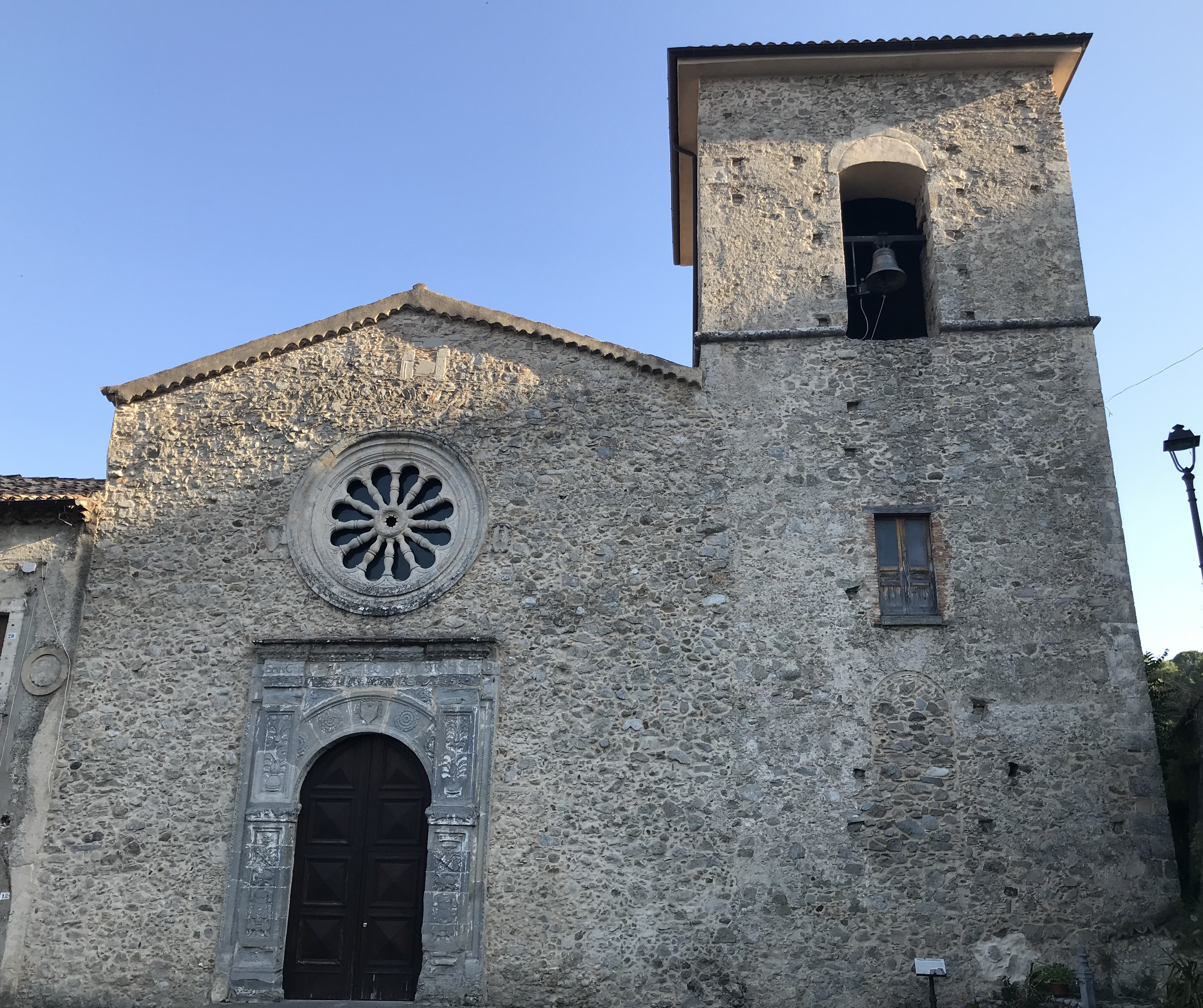
Die Kirche der Abtei

Die Abtei S. Maria del Soccorso Maria del Rescue wurde ab 1518 von den Dominikanern erbaut; später bewohnten die Franziskaner (OFM) das Kloster. Zum Kloster gehört die Kirche Maria del Rescue, auch Kirche der Reformation genannt.